# Crown of Phantoms
Crown of Phantoms è il settimo album discografico in studio del gruppo musicale metal statunitense Chimaira, pubblicato nel 2013.

## Tracce
1. The Machine – 4:01
2. No Mercy – 4:34
3. All That's Left Is Blood – 3:17
4. I Despise – 3:46
5. Plastic Wonderland – 5:04
6. The Transmigration – 2:26
7. Crown of Phantoms – 3:58
8. Spineless – 3:17
9. Kings of the Shadow World – 5:22
10. Wrapped in Violence – 4:22
11. Love Soaked Death – 4:16

## Formazione
- Mark Hunter - voce
- Austin D'Amond - batteria
- Sean Zatorsky - tastiera, synth, cori
- Emil Werstler - chitarra
- Jeremy Creamer - basso
- Matt Szlachta - chitarra